# براندون وولف (سياسي)
براندون وولف هو سياسي أمريكي، ولد في 1972 في لوغان في الولايات المتحدة. نشط حزبياً في الحزب الجمهوري.